# Temporada 1999 de la WNBA
La Temporada 1999 de la WNBA fue la tercera en la historia de la Women's National Basketball Association. Nuevamente hubo una expansión en la liga, llegando dos nuevos equipos, Minnesota Lynx y Orlando Miracle. Pasaron a disputarse 32 en vez de los 30 partidos de la temporada anterior. Las campeonas fueron por tercer año consecutivo las Houston Comets.

## Clasificaciones

### Conferencia Este
| Conferencia Este     | G  | P  | PCT  | Conf. | PD   |
| -------------------- | -- | -- | ---- | ----- | ---- |
| New York Liberty x   | 18 | 14 | .563 | 12–8  | –    |
| Detroit Shock x      | 15 | 17 | .469 | 12–8  | 3.0  |
| Charlotte Sting x    | 15 | 17 | .469 | 12–8  | 3.0  |
| Orlando Miracle o    | 15 | 17 | .469 | 9–11  | 3.0  |
| Washington Mystics o | 12 | 20 | .375 | 10–10 | 6.0  |
| Cleveland Rockers o  | 7  | 25 | .219 | 5–15  | 11.0 |

### Conferencia Oeste
| Conferencia Oeste     | G  | P  | PCT  | Conf. | PD   |
| --------------------- | -- | -- | ---- | ----- | ---- |
| Houston Comets x      | 26 | 6  | .813 | 16–4  | –    |
| Los Angeles Sparks x  | 20 | 12 | .625 | 12–8  | 6.0  |
| Sacramento Monarchs x | 19 | 13 | .594 | 9–11  | 7.0  |
| Phoenix Mercury o     | 15 | 17 | .469 | 7–13  | 11.0 |
| Minnesota Lynx o      | 15 | 17 | .469 | 8–12  | 11.0 |
| Utah Starzz o         | 15 | 17 | .469 | 8–12  | 11.0 |

## Galardones
| Galardón                                      | Ganadora           | Equipo              |
| --------------------------------------------- | ------------------ | ------------------- |
| MVP de las Finales de la WNBA                 | Cynthia Cooper     | Houston Comets      |
| MVP de la Temporada de la WNBA                | Yolanda Griffith   | Sacramento Monarchs |
| Mejor Defensora de la WNBA                    | Yolanda Griffith   | Sacramento Monarchs |
| Peak Performers de la WNBA                    | Murriel Page       | Washington Mystics  |
| Peak Performers de la WNBA                    | Eva Nemcova        | Cleveland Rockers   |
| Rookie del Año de la WNBA                     | Chamique Holdsclaw | Washington Mystics  |
| Premio a la Jugadora Más Deportiva de la WNBA | Dawn Staley        | Charlotte Sting     |
| Entrenador del Año de la WNBA                 | Van Chancellor     | Houston Comets      |

## Playoffs
Por primera vez había 12 equipos en la liga. Accedían a los playoffs los tres primeros equipos de cada conferencia. El equipo mejor clasificado de cada conferencia estaba exento de la primera ronda.
|  | 1ª ronda Partido único | 1ª ronda Partido único | 1ª ronda Partido único |             |   | Finales de Conferencia Mejor de 3 | Finales de Conferencia Mejor de 3 | Finales de Conferencia Mejor de 3 |  |    | Finales de la WNBA Mejor de 3 | Finales de la WNBA Mejor de 3 | Finales de la WNBA Mejor de 3 |  |
|  |                        |                        |                        |             |   |                                   |                                   |                                   |  |    |                               |                               |                               |  |
|  |                        |                        |                        |             |   |                                   |                                   |                                   |  |    |                               |                               |                               |  |
|  |                        |                        |                        |             |   |                                   |                                   |                                   |  |    |                               |                               |                               |  |
|  |                        |                        |                        |             |   |                                   |                                   |                                   |  |    |                               |                               |                               |  |
|  |                        |                        |                        |             |   |                                   |                                   |                                   |  |    |                               |                               |                               |  |
|  |                        | E1                     | New York               | 2           |   |                                   |                                   |                                   |  |    |                               |                               |                               |  |
|  | Conferencia Este       | E1                     | New York               | 2           |   |                                   |                                   |                                   |  |    |                               |                               |                               |  |
|  |                        |                        | E3                     | Charlotte   | 1 |                                   |                                   |                                   |  |    |                               |                               |                               |  |
|  | E2                     | Detroit                | E3                     | Charlotte   | 1 | 0                                 |                                   |                                   |  |    |                               |                               |                               |  |
|  | E2                     | Detroit                |                        |             |   |                                   |                                   |                                   |  |    |                               |                               |                               |  |
|  | E3                     | Charlotte              | 1                      |             |   |                                   |                                   |                                   |  |    |                               |                               |                               |  |
|  | E3                     | Charlotte              | 1                      |             |   |                                   |                                   |                                   |  | E1 | New York                      | 1                             |                               |  |
|  |                        |                        |                        |             |   |                                   |                                   |                                   |  | E1 | New York                      | 1                             |                               |  |
|  |                        |                        | W1                     | Houston     | 2 |                                   |                                   |                                   |  |    |                               |                               |                               |  |
|  |                        |                        | W1                     | Houston     | 2 |                                   |                                   |                                   |  |    |                               |                               |                               |  |
|  |                        |                        |                        |             |   |                                   |                                   |                                   |  |    |                               |                               |                               |  |
|  |                        |                        |                        |             |   |                                   |                                   |                                   |  |    |                               |                               |                               |  |
|  |                        | W1                     | Houston                | 2           |   |                                   |                                   |                                   |  |    |                               |                               |                               |  |
|  | Conferencia Oeste      | W1                     | Houston                | 2           |   |                                   |                                   |                                   |  |    |                               |                               |                               |  |
|  |                        |                        | W2                     | Los Angeles | 1 |                                   |                                   |                                   |  |    |                               |                               |                               |  |
|  | W2                     | Los Angeles            | W2                     | Los Angeles | 1 | 1                                 |                                   |                                   |  |    |                               |                               |                               |  |
|  | W2                     | Los Angeles            |                        |             |   |                                   |                                   |                                   |  |    |                               |                               |                               |  |
|  | W3                     | Sacramento             | 0                      |             |   |                                   |                                   |                                   |  |    |                               |                               |                               |  |
|  | W3                     | Sacramento             | 0                      |             |   |                                   |                                   |                                   |  |    |                               |                               |                               |  |
|  |                        |                        |                        |             |   |                                   |                                   |                                   |  |    |                               |                               |                               |  |

### Finales
| 2 de septiembre | Houston Comets                                   | 73–60                | New York Liberty                                           | |  |
|                 | Marcador por tiempos: 29–20, 44–40               |                      |                                                            | |  |
|                 | Estadísticas Cooper (29) Thompson (7) Cooper (6) | Reporte Pts Reb Asts | Estadísticas Witherspoon (18) Wicks (11) Weatherspoon (10) | Pabellón: Madison Square Garden, New York Asistencia: 17,113 espectadores Árbitros: - Sally Bell - Derek Collins - Gary Zielinski Televisión: Lifetime |  |

| 4 de septiembre | New York Liberty                                        | 68–67                | Houston Comets                                             | |  |
|                 | Marcador por tiempos: 23–37, 45–30                      |                      |                                                            | |  |
|                 | Estadísticas Robinson (20) Hampton (9) Weatherspoon (5) | Reporte Pts Reb Asts | Estadísticas Thompson (16) Swoopes, Tzekova (6) Cooper (6) | Pabellón: Compaq Center, Houston Asistencia: 16,285 espectadores Árbitros: - June Corteau - Courtney Kirkland - Jason Phillips Televisión: NBC |  |

| 5 de septiembre | New York Liberty                               | 47–59                | Houston Comets                                    | |  |
|                 | Marcador por tiempos: 25–33, 22–26             |                      |                                                   | |  |
|                 | Estadísticas Wicks (11) Wicks (9) Robinson (3) | Reporte Pts Reb Asts | Estadísticas Cooper (24) Jackson (11) Henning (2) | Pabellón: Compaq Center, Houston Asistencia: 16,285 espectadores Árbitros: - Sally Bell - Stan Gaxiola - Michael Price Televisión: NBC |  |